# Condado de la Laguna de Chanchacalle
El Condado de la Laguna de Chanchacalle es un Título nobiliario español creado el 29 de agosto de 1687 a favor de Pedro Peralta y Gutiérrez de los Ríos, perteneciente a una importante familia criolla oriunda de Arequipa y establecida en el Cuzco, dueña de varias haciendas y obrajes.

## Condes de la Laguna de Chanchacalle
- Pedro de Peralta y Gutiérrez de los Ríos, I conde de la Laguna de Chanchacalle, era hijo de Diego de Peralta y Mejía de Figueroa, y de la dama cusqueña Catalina Gutiérrez de los Ríos y Cornejo.

1. Casó con Luisa de Navia Salas y Valdez.

- Diego de Peralta y Navia, II conde de la Laguna de Chanchacalle, a cuya muerte el título nobiliario quedó en suspenso.

Rehabilitado en 1924 por:
- José María de Unceta y Berriozábal, III conde de la Laguna de Chanchacalle, VII marqués de Casa Jara, XIV conde de Casa Palma, V conde de Vallehermoso, VI vizconde de Salinas (título rehabilitado a su favor en 1924), descendiente de María de Peralta y Mejía de Figueroa, tía paterna del primer conde.

1. Casó con María Herminia Urigoitia y Peláez. Le sucedió, por cesión en 1934, su hija:

- María de la Esperanza Unceta y Urigoitia, IV condesa de la Laguna de Chanchacalle.

1. Casó con Luis de Calonje y Francés. Le sucedió, en 1986, su hijo:

- Íñigo María de Calonje y Unceta, V conde de la Laguna de Chanchacalle.

1. Casó con Marta Quijano González.
2. Casó con Victoria de Miguel Martínez